# BRD Bucharest Open 2016
Bucharest Open 2016 — професійний тенісний турнір, що проходив на кортах з ґрунтовим покриттям. Це був третій за ліком турнір. Належав до Туру WTA 2016. Відбувся на Arenele BNR у Бухаресті (Румунія). Тривав з 11 до 17 липня 2016 року.

## Очки і призові

### Розподіл очок
| Дисципліна       | П   | Ф   | ПФ  | ЧФ | 1/8 | 1/16 | Q   | Q3  | Q2  | Q1  |
| Одиночний розряд | 280 | 180 | 110 | 60 | 30  | 1    | 18  | 14  | 10  | 1   |
| Парний розряд    | 280 | 180 | 110 | 60 | 1   | Н/Д  | Н/Д | Н/Д | Н/Д | Н/Д |

### Розподіл призових грошей
| Дисципліна       | П       | F       | ПФ      | ЧФ     | 1/8    | 1/16   | Q3     | Q2   | Q1   |
| Одиночний розряд | $43,000 | $21,400 | $11,300 | $5,900 | $3,310 | $1,925 | $1,005 | $730 | $530 |
| Парний розряд    | $12,300 | $6,400  | $3,435  | $1,820 | $960   | Н/Д    | Н/Д    | Н/Д  |      |

## Учасниці основної сітки в одиночному розряді

### Сіяні
| Країна     | Гравчиня               | Рейтинг1 | Сіяна |
| ---------- | ---------------------- | -------- | ----- |
| Румунія    | Сімона Халеп           | 5        | 1     |
| Італія     | Сара Еррані            | 21       | 2     |
| Словаччина | Анна Кароліна Шмідлова | 40       | 3     |
| Німеччина  | Лаура Зігемунд         | 42       | 4     |
| Румунія    | Моніка Нікулеску       | 47       | 5     |
| Чорногорія | Данка Ковінич          | 52       | 6     |
| Латвія     | Анастасія Севастова    | 66       | 7     |
| Туреччина  | Чагла Бююкакчай        | 77       | 8     |

- 1 Рейтинг подано станом на 27 червня 2016.

### Інші учасниці
Нижче наведено учасниць, які отримали вайлд-кард на участь в основній сітці:
- Іоана Мінке
- Elena Gabriela Ruse
- Франческа Ск'явоне

Такі учасниці отримали право на участь завдяки захищеному рейтингові:
- Ваня Кінґ

Нижче наведено гравчинь, які пробились в основну сітку через стадію кваліфікації:
- Еґуті Міса
- Еліца Костова
- Надя Подороска
- Ізабелла Шинікова

Як щасливий лузер в основну сітку потрапили такі гравчині:
- Сюй Шилінь

### Знялись з турніру
До початку турніру
- Деніса Аллертова → її замінила  Барбора Крейчикова
- Заріна Діяс → її замінила  Паула Канія
- Карін Кнапп → її замінила  Сесил Каратанчева
- Юлія Путінцева → її замінила  Марія Тереса Торро Флор
- Ярослава Шведова (вірусне захворювання) → її замінила  Сюй Шилінь
- Анна Татішвілі → її замінила  Поліна Лейкіна

### Знялись
- Франческа Ск'явоне (травма правого плеча)

## Учасниці основної сітки в парному розряді

### Сіяні
| Країна  | Гравчиня           | Країна    | Гравчиня           | Рейтинг1 | Сіяна |
| ------- | ------------------ | --------- | ------------------ | -------- | ----- |
| Грузія  | Оксана Калашникова | Казахстан | Ярослава Шведова   | 53       | 1     |
| Польща  | Паула Канія        | Чехія     | Барбора Крейчикова | 101      | 2     |
| Румунія | Андрея Міту        | Польща    | Алісія Росольська  | 153      | 3     |
| Бельгія | Їсалін Бонавентюре | Румунія   | Ралука Олару       | 167      | 4     |

- 1 Рейтинг подано станом на 27 червня 2016.

### Інші учасниці
Пари, що отримали вайлд-кард на участь в основній сітці:
- Крістіна Діну /  Elena Gabriela Ruse
- Іріна Марія Бара /  Ніколета Даскелу

## Переможниці

### Одиночний розряд
- Сімона Халеп —  Анастасія Севастова, 6–0, 6–0

### Парний розряд
- Джессіка Мур /  Варатчая Вонгтінчай vs.  Александра Каданцу /  Катажина Пітер, 6–3, 7–6(7–5)